# Canada op de Olympische Winterspelen 2014
Canada was een van de landen die deelnam aan de Olympische Winterspelen 2014 in Sotsji, Rusland.

## Medailleoverzicht
| Sport          | Olympiër | Onderdeel          | Medaille |
| -------------- | --- | ------------------ | -------- |
| Bobsleeën      | Kaillie Humphries Heather Moyse | tweemansbob (v)    | Goud     |
| Curling        | Jennifer Jones Kaitlyn Lawes Jill Officer Dawn McEwen Kirsten Wall                                                                   | vrouwen            | Goud     |
| Curling        | Caleb Flaxey Ryan Fry Brad Jacobs E. J. Harnden Ryan Harnden                                                                         | mannen             | Goud     |
| Freestyleskiën | Justine Dufour-Lapointe | moguls (v)         | Goud     |
| Freestyleskiën | Alexandre Bilodeau | moguls (m)         | Goud     |
| Freestyleskiën | Dara Howell | slopestyle (v)     | Goud     |
| Freestyleskiën | Marielle Thompson | skicross (v)       | Goud     |
| Shorttrack     | Charles Hamelin | 1500 m (m)         | Goud     |
| IJshockey      | Vrouwenteam | vrouwen            | Goud     |
| IJshockey      | Mannenteam | mannen             | Goud     |
| Freestyleskiën | Chloé Dufour-Lapointe | moguls (v)         | Zilver   |
| Freestyleskiën | Mikaël Kingsbury | moguls (m)         | Zilver   |
| Freestyleskiën | Micheal Riddle | halfpipe (m)       | Zilver   |
| Freestyleskiën | Kelsey Serwa | skicross (v)       | Zilver   |
| Kunstrijden    | Patrick Chan Meagan Duhamel Scott Moir Kirsten Moore-Towers Dylan Moscovitch Kaetlyn Osmond Eric Radford Kevin Reynolds Tessa Virtue | team               | Zilver   |
| Kunstrijden    | Patrick Chan | mannen             | Zilver   |
| Kunstrijden    | Tessa Virtue Scott Moir | ijsdansen          | Zilver   |
| Schaatsen      | Denny Morrison | 1000 m (m)         | Zilver   |
| Shorttrack     | Marie-Ève Drolet Jessica Hewitt Valérie Maltais Marianne St-Gelais                                                                   | relay (v)          | Zilver   |
| Snowboarden    | Dominique Maltais | snowboardcross (v) | Zilver   |
| Alpineskiën    | Jan Hudec | super g (m)        | Brons    |
| Freestyleskiën | Kim Lamarre | slopestyle (v)     | Brons    |
| Schaatsen      | Denny Morrison | 1500 m (m)         | Brons    |
| Shorttrack     | Charle Cournoyer | 500 m (m)          | Brons    |
| Snowboarden    | Mark McMorris | slopestyle (m)     | Brons    |

## Deelnemers en resultaten
(m) = mannen, (v) = vrouwen 

### Alpineskiën
Mannen
| Olympiër               | Onderdeel    | Resultaat | Prestatie                                                           |
| ---------------------- | ------------ | --------- | ------------------------------------------------------------------- |
| Phil Brown             | reuzenslalom | 29e       | 1e run: 1.24,82 (32e) 2e run: 1.25,09 (24e) totaal: 2.49,91 (+4,62) |
| Phil Brown             | slalom       | 20e       | 1e run: 49,97 (34e) 2e run: 59,68 (20e) totaal: 1.49,65 (+7,81)     |
| Erik Guay              | afdaling     | 10e       | 2.07,04 (+0,81)                                                     |
| Erik Guay              | super g      | DSQ       | gediskwalificeerd                                                   |
| Jan Hudec              | afdaling     | 21e       | 2.08,49 (+2,26)                                                     |
| Jan Hudec              | super g      | Brons     | 1.18,67 (+0,53)                                                     |
| Michael Janyk          | slalom       | 16e       | 1e run: 48,82 (22e) 2e run: 55,54 (12e) totaal: 1.44,36 (+2,52)     |
| Trevor Philp           | reuzenslalom | 25e       | 1e run: 1.24,38 (31e) 2e run: 1.25,17 (25e) totaal: 2.49,55 (+4,26) |
| Trevor Philp           | slalom       | DNF-2     | 1e run: 49,55 (29e) 2e run: niet gefinisht                          |
| Morgan Pridy           | combinatie   | 20e       | afdaling: 1.56,21 (25e) slalom: 53,82 (19e) totaal: 2.50,03 (+4,83) |
| Morgan Pridy           | reuzenslalom | 33e       | 1e run: 1.25,95 (39e) 2e run: 1.26,01 (30e) totaal: 2.51,96 (+6,67) |
| Morgan Pridy           | super g      | 10e       | 1.19,19 (+1,05)                                                     |
| Manuel Osborne-Paradis | afdaling     | 25e       | 2.09,00 (+2,77)                                                     |
| Manuel Osborne-Paradis | super g      | 24e       | 1.20,19 (+2,05)                                                     |
| Brad Spence            | slalom       | DSQ       | 1e run: 49,55 (29e) 2e run: gediskwalificeerd                       |
| Benjamin Thomsen       | afdaling     | 19e       | 2.08,00 (+1,77)                                                     |

Vrouwen
| Olympiër               | Onderdeel    | Resultaat | Prestatie                                                           |
| ---------------------- | ------------ | --------- | ------------------------------------------------------------------- |
| Marie-Michèle Gagnon   | combinatie   | DNF-2     | afdaling: 1.45,39 (21e) slalom: niet gefinisht                      |
| Marie-Michèle Gagnon   | reuzenslalom | DNF-1     | 1e run: niet gefinisht                                              |
| Marie-Michèle Gagnon   | slalom       | 9e        | 1e run: 54,32 (10e) 2e run: 53,05 (15e) totaal: 1.47,37 (+2,83)     |
| Marie-Michèle Gagnon   | super g      | DNF       | niet gefinisht                                                      |
| Erin Mielzynski        | reuzenslalom | 21e       | 1e run: 1.21,25 (20e) 2e run: 1.19,44 (18e) totaal: 2.40,69 (+3,82) |
| Erin Mielzynski        | slalom       | DNF-1     | 1e run: niet gefinisht                                              |
| Brittany Phelan        | slalom       | 15e       | 1e run: 56,41 (17e) 2e run: 52,70 (12e) totaal: 1.49,11 (+4,57)     |
| Marie-Pier Préfontaine | reuzenslalom | DNF-1     | 1e run: niet gefinisht                                              |
| Marie-Pier Préfontaine | super g      | 20e       | 1.28,67 (+3,15)                                                     |
| Elli Terwiel           | slalom       | DNF-1     | 1e run: niet gefinisht                                              |
| Larisa Yurkiw          | afdaling     | 20e       | 1.43,46 (+1,89)                                                     |
| Larisa Yurkiw          | super g      | DNF       | niet gefinisht                                                      |

### Biatlon
Mannen
| Olympiër                | Onderdeel         | Resultaat | Prestatie                         |
| ----------------------- | ----------------- | --------- | --------------------------------- |
| Brendan Green           | Sprint (m)        | 23e       | 25.31,7 (+58,2) pen.: 1 (1 + 0)   |
| Brendan Green           | Achtervolging (m) |           |                                   |
| Jean-Philippe Leguellec | Sprint (m)        | 5e        | 24.43,2 (+9,7) pen.: 0 (0 + 0)    |
| Jean-Philippe Leguellec | Achtervolging (m) |           |                                   |
| Scott Perras            | Sprint (m)        | 74e       | 27.32,1 (+2.58,6) pen.: 3 (2 + 1) |
| Nathan Smith            | Sprint (m)        | 13e       | 25.09,7 (+36,2) pen.: 0 (0 + 0)   |
| Nathan Smith            | Achtervolging (m) |           |                                   |
| [[]]                    | Estafette         |           |                                   |

Vrouwen
| Olympiër         | Onderdeel | Resultaat | Prestatie |
| ---------------- | --------- | --------- | --------- |
| Rosanna Crawford |           |           |           |
| Megan Heinicke   |           |           |           |
| Megan Imrie      |           |           |           |
| Zina Kocher      |           |           |           |
| [[]]             | Estafette |           |           |

Gemengd
| Olympiër | Onderdeel | Resultaat | Prestatie |
| -------- | --------- | --------- | --------- |
| [[]]     | Estafette |           |           |

### Bobsleeën
| Olympiër                                                 | Onderdeel       | Resultaat | Prestatie |
| -------------------------------------------------------- | --------------- | --------- | --------- |
| Justin Kripps Bryan Barnett                              | Tweemansbob (m) |           |           |
| Lyndon Rush Lascelles Brown                              | Tweemansbob (m) |           |           |
| Chris Spring Jesse Lumsden                               | Tweemansbob (m) |           |           |
| Justin Kripps Bryan Barnett James McNaughton Tim Randal  | Viermansbob (m) |           |           |
| Lyndon Rush David Bissett Lascelles Brown Neville Wright | Viermansbob (m) |           |           |
| Chris Spring Ben Coakwell Jesse Lumsden Cody Sorensen    | Viermansbob (m) |           |           |
|                                                          |                 |           |           |
| Jennifer Ciochetti Chelsea Valois                        | Tweemansbob (v) |           |           |
| Kaillie Humphries Heather Moyse                          | Tweemansbob (v) |           |           |

### Curling
| Olympiër                                                           | Onderdeel | Resultaat | Prestatie |
| ------------------------------------------------------------------ | --------- | --------- | --------- |
| Brad Jacobs Ryan Fry E. J. Harnden Ryan Harnden Caleb Flaxey       | Mannen    |           |           |
| Jennifer Jones Kaitlyn Lawes Jill Officer Dawn McEwen Kirsten Wall | Vrouwen   |           |           |

### Freestyleskiën
Mannen
| Olympiër               | Onderdeel  | Resultaat | Prestatie                                                                                                   |
| ---------------------- | ---------- | --------- | --- |
| Travis Gerrits         | Aerials    | 7e        | kwalificatie 1: 19e; 76,92 ptn kwalificatie 2: 4e; 112,39 ptn finale 1: 6e; 107,29 ptn finale 2: 111,95 ptn |
| Noah Bowman            | Halfpipe   |           | |
| Justin Dorey           | Halfpipe   |           | |
| Matt Margetts          | Halfpipe   |           | |
| Micheal Riddle         | Halfpipe   |           | |
| Alexandre Bilodeau     | Moguls     |           | |
| Marc-Antoine Gagnon    | Moguls     |           | |
| Mikaël Kingsbury       | Moguls     |           | |
| Philippe Marquis       | Moguls     |           | |
| Christopher Del Bosco  | Skicross   |           | |
| David Duncan           | Skicross   |           | |
| Brady Leman            | Skicross   |           | |
| Alex Beaulieu-Marchand | Slopestyle |           | |

Vrouwen
| Olympiër                | Onderdeel  | Resultaat | Prestatie                                                                                                   |
| ----------------------- | ---------- | --------- | --- |
| Rosalind Groenewoud     | Halfpipe   |           | |
| Keltie Hansen           | Halfpipe   |           | |
| Chloé Dufour-Lapointe   | Moguls     | Zilver    | kwalificatie: 2e; 22,64 ptn finale run 1: 3e; 21,65 ptn finale run 2: 2e; 21,70 ptn finale run 3: 21,66 ptn |
| Justine Dufour-Lapointe | Moguls     | Goud      | kwalificatie: 3e; 22,28 ptn finale run 1: 4e; 21,54 ptn finale run 2: 3e; 21,64 ptn finale run 3: 22,44 ptn |
| Maxime Dufour-Lapointe  | Moguls     | 12e       | kwalificatie: 8e; 20,88 ptn finale run 1: 11e; 20,33 ptn finale run 2: 18,64 ptn                            |
| Audrey Robichaud        | Moguls     | 10e       | kwalificatie: 9e; 20,61 ptn finale run 1: 10e; 20,41 ptn finale run 2: 20,35 ptn                            |
| Kelsey Serwa            | Skicross   |           | |
| Georgia Simmerling      | Skicross   |           | |
| Marielle Thompson       | Skicross   |           | |
| Dara Howell             | Slopestyle |           | |
| Kim Lamarre             | Slopestyle |           | |
| Yuki Tsubota            | Slopestyle |           | |
| Kaya Turski             | Slopestyle |           | |

### Kunstrijden
| Olympiër | Onderdeel | Resultaat | Prestatie |
| --- | --------- | --------- | --- |
| Patrick Chan | Mannen    | Zilver    | 275.62 (korte kür: 97.52, vrije kür: 178.10) |
| Liam Firus | Mannen    | 28e       | 55.04 (korte kür: 55.04, vrije kür niet bereikt) |
| Kevin Reynolds | Mannen    | 15e       | 222.23 (korte kür: 68.76, vrije kür: 153.47) |
| Gabrielle Daleman | Vrouwen   | 17e       | 148.44 (korte kür: 52.61, vrije kür: 95.83) |
| Kaetlyn Osmond | Vrouwen   | 13e       | 168.98 (korte kür: 56.18, vrije kür: 112.80) |
| Meagan Duhamel Eric Radford | Paren     | 7e        | 199.53 (korte kür: 72.21, vrije kür: 127.32) |
| Paige Lawrence Rudi Swiegers | Paren     | 14e       | 161.98 (korte kür: 58.97, vrije kür: 103.01) |
| Kirsten Moore-Towers Dylan Moscovitch | Paren     | 5e        | 202.10 (korte kür: 70.92, vrije kür: 131.18) |
| Alexandra Paul Mitchell Islam | IJsdansen | 18e       | 138.70 (korte kür: 55.91, vrije kür: 82.79) |
| Tessa Virtue Scott Moir | IJsdansen | Zilver    | 190.99 (korte kür: 76.33, vrije kür: 114.66) |
| Kaitlyn Weaver Andrew Poje | IJsdansen | 7e        | 169.11 (korte kür: 65.93, vrije kür: 103.18) |
| Patrick Chan Kevin Reynolds Kaetlyn Osmond Meagan Duhamel / Eric Radford Kirsten Moore-Towers / Dylan Moscovitch Tessa Virtue / Scott Moir | Team      | Zilver    | 65 punten mannen - korte kür: 8 ptn. (89.71), vrije kür: 9 ptn. (167.92) vrouwen - korte kür: 6 ptn. (62.54), vrije kür: 6 ptn. (110.73) paren - korte kür: 9 ptn. (73.10), vrije kür: 9 ptn. (129.74) ijsdansen - korte kür: 9 ptn. (72.98), vrije kür: 9 ptn. (107.56) |

### Langlaufen
Mannen
| Olympiër       | Onderdeel  | Resultaat | Prestatie |
| -------------- | ---------- | --------- | --------- |
| Ivan Babikov   |            |           |           |
| Jesse Cockney  |            |           |           |
| Alex Harvey    |            |           |           |
| Devon Kershaw  |            |           |           |
| Graeme Killick |            |           |           |
| Len Väljas     |            |           |           |
| [[]]           | Teamsprint |           |           |
| [[]]           | Estafette  |           |           |

Vrouwen
| Olympiër         | Onderdeel          | Resultaat | Prestatie         |
| ---------------- | ------------------ | --------- | ----------------- |
| Amanda Ammar     | 15 km skiatlon (v) | 55e       | 44.24,3 (+5.50,7) |
| Emily Nishikawa  | 15 km skiatlon (v) | 42e       | 42.04,7 (+3.31,1) |
| Brittany Webster | 15 km skiatlon (v) | 51e       | 43.25,6 (+4.52,0) |
| Chandra Crawford |                    |           |                   |
| Daria Gaiazova   |                    |           |                   |
| Perianne Jones   |                    |           |                   |
| Heidi Widmer     |                    |           |                   |
| [[]]             | Teamsprint         |           |                   |
| [[]]             | Estafette          |           |                   |

### Rodelen
| Olympiër                                         | Onderdeel | Resultaat | Prestatie |
| ------------------------------------------------ | --------- | --------- | --------- |
| Samuel Edney                                     | Mannen    | 11e       | 3.29,777  |
| John Fennell                                     | Mannen    | 27e       | 3.32,716  |
| Mitchell Malyk                                   | Mannen    | 26e       | 3.32,157  |
| Alex Gough                                       | Vrouwen   | 4e        | 3.21,578  |
| Arianne Jones                                    | Vrouwen   | 13e       | 3.23,183  |
| Kimberly McRae                                   | Vrouwen   | 5e        | 3.21,895  |
| Tristan Walker Justin Snith                      | Dubbels   | 4e        | 1.39,840  |
| Sam Edney Alex Gough Justin Snith Tristan Walker | Estafette | 4e        | 2.47,395  |

### Schaatsen
Mannen
| Olympiër                                     | Onderdeel            | Resultaat | Prestatie |
| -------------------------------------------- | -------------------- | --------- | --- |
| Vincent De Haître                            | 1000 m               | 20e       | 1.10,040 (+1,650)                                                                                                 |
| Vincent De Haître                            | 1500 m               | 33e       | 1.49,42 (+4,42)                                                                                                   |
| William Dutton                               | 500 m                | 14e       | 70,448 (+1,13) |
| William Dutton                               | 1000 m               | 26e       | 1.10,61 (+2,22)                                                                                                   |
| Mathieu Giroux                               | 1500 m               | 19e       | 1.47,65 (+2,65)                                                                                                   |
| Mathieu Giroux                               | 5000 m               | 22e       | 6.35,77 (+25,01)                                                                                                  |
| Jamie Gregg                                  | 500 m                | 11e       | 70,27 (+0,96) |
| Gilmore Junio                                | 500 m                | 10e       | 70,25 (+0,94) |
| Gilmore Junio                                | 1000 m               | DNS       | |
| Lucas Makowsky                               | 1500 m               | 28e       | 1.48,51 (+3,51)                                                                                                   |
| Denny Morrison                               | 1000 m               | Zilver    | 1.08,43 (+0,04)                                                                                                   |
| Denny Morrison                               | 1500 m               | Brons     | 1.45,22 (+0.22)                                                                                                   |
| Muncef Ouardi                                | 500 m                | 25e       | 70,997 (+1,68) |
| Muncef Ouardi                                | 1000 m               | 32e       | 1.11,07 (+2,68)                                                                                                   |
| Mathieu Giroux Lucas Makowsky Denny Morrison | Ploegenachtervolging | 4e        | KF: 3.43,30 (won van Verenigde Staten) HF: 3.45,28 {verloor van Zuid-Korea) B-finale: 3.44,27 (verloor van Polen) |

Vrouwen
| Olympiër                                                        | Onderdeel            | Resultaat | Prestatie                                                                      |
| --------------------------------------------------------------- | -------------------- | --------- | ------------------------------------------------------------------------------ |
| Anastasia Bucsis                                                | 500 m                | 28e       | 78,52 (+3,83)                                                                  |
| Ivanie Blondin                                                  | 3000 m               |           |                                                                                |
| Ivanie Blondin                                                  | 5000 m               | 14e       | 7.20,10 (+28,56)                                                               |
| Kali Christ                                                     | 1000 m               | 21e       | 1.17,41 (+3,34)                                                                |
| Kali Christ                                                     | 1500 m               | 16e       | 1.58,63 (+5,12)                                                                |
| Marsha Hudey                                                    | 500 m                | 32e       | 79,22 (+4,52)                                                                  |
| Kaylin Irvine                                                   | 1000 m               | 18e       | 1.17,24 (+3,22)                                                                |
| Christine Nesbitt                                               | 500 m                | 12e       | 77,15 (+2,45)                                                                  |
| Christine Nesbitt                                               | 1000 m               | 9e        | 1.15,62 (+1,60)                                                                |
| Christine Nesbitt                                               | 1500 m               | 17e       | 1.58,67 (+5,16)                                                                |
| Brittany Schussler                                              | 1000 m               | 30e       | 1.18,53 (+4,51)                                                                |
| Brittany Schussler                                              | 1500 m               | 26e       | 2.00,65 (+7,14)                                                                |
| Brittany Schussler                                              | 3000 m               |           |                                                                                |
| Brianne Tutt                                                    | 1500 m               | 35e       | 2.03,69 (+10.18)                                                               |
| Danielle Wotherspoon-Gregg                                      | 500 m                | 33e       | 79,32 (+4,62)                                                                  |
| Ivanie Blondin Kali Christ Brittany Schussler Christine Nesbitt | Ploegenachtervolging | 5e        | KF: 3.02,06 (verloor van Rusland) C-finale: 3.02,04 (won van Verenigde Staten) |

### Schansspringen
Mannen
| Olympiër              | Onderdeel      | Resultaat    | Prestatie                                                        |
| --------------------- | -------------- | ------------ | ---------------------------------------------------------------- |
| Mackenzie Boyd-Clowes | Normale schans | 37e          | kwalificatie: 21e; 113,4 ptn (95,0 m) finale: 114,4 ptn (96,0 m) |
| Dusty Korek           | Normale schans | 40e          | kwalificatie: 28e; 107,4 ptn (92,5 m) finale: 111,1 ptn (93,5 m) |
| Trevor Morrice        | Normale schans | kwalificatie | kwalificatie: 47e; 88,7 ptn (86,0 m)                             |
| Matthew Rowley        | Normale schans | kwalificatie | kwalificatie: 41e; 100,0 ptn (90,5 m)                            |
| [[]]                  | Team           |              |                                                                  |

Vrouwen
| Olympiër            | Onderdeel | Resultaat | Prestatie |
| ------------------- | --------- | --------- | --------- |
| Taylor Henrich      | Vrouwen   |           |           |
| Alexandra Pretorius | Vrouwen   |           |           |
| Atsuko Tanaka       | Vrouwen   |           |           |

### Shorttrack
Mannen
| Olympiër         | Onderdeel | Resultaat | Prestatie |
| ---------------- | --------- | --------- | --------- |
| Charle Cournoyer |           |           |           |
| Michael Gilday   |           |           |           |
| Charles Hamelin  |           |           |           |
| François Hamelin |           |           |           |
| Olivier Jean     |           |           |           |
| [[]]             | Relay     |           |           |

Vrouwen
| Olympiër           | Onderdeel | Resultaat | Prestatie |
| ------------------ | --------- | --------- | --------- |
| Marie-Eve Drolet   |           |           |           |
| Jessica Hewitt     |           |           |           |
| Valérie Maltais    |           |           |           |
| Marianne St-Gelais |           |           |           |
| [[]]               | Relay     |           |           |

### Skeleton
| Olympiër              | Onderdeel | Resultaat | Prestatie                               |
| --------------------- | --------- | --------- | --------------------------------------- |
| John Fairbairn        | Mannen    | 7e        | 3.48,13 (57,34 / 56,92 / 56,91 / 56,96) |
| Eric Neilson          | Mannen    | 13e       | 3.48,77 (57,41 / 57,01 / 57,25 / 57,10) |
|                       |           |           |                                         |
| Mellisa Hollingsworth | Vrouwen   | 11e       | 3.56,21 (59,68 / 59,70 / 58,68 / 58,15) |
| Sarah Reid            | Vrouwen   | 7e        | 3.54,73 (59,14 / 59,17 / 58,27 / 58,15) |

### Snowboarden
Mannen
| Olympiër             | Onderdeel            | Resultaat | Prestatie |
| -------------------- | -------------------- | --------- | --- |
| Crispin Lipscomb     | Halfpipe             |           | |
| Derek Livingston     | Halfpipe             |           | |
| Brad Martin          | Halfpipe             |           | |
| Jasey-Jay Anderson   | Parallelreuzenslalom |           | |
| Jasey-Jay Anderson   | Parallelslalom       |           | |
| Michael Lambert      | Parallelreuzenslalom |           | |
| Michael Lambert      | Parallelslalom       |           | |
| Matthew Morison      | Parallelreuzenslalom |           | |
| Matthew Morison      | Parallelslalom       |           | |
| Rob Fagan            | Snowboardcross       |           | |
| Kevin Hill           | Snowboardcross       |           | |
| Jake Holden          | Snowboardcross       |           | |
| Christopher Robanske | Snowboardcross       |           | |
| Mark McMorris        | Slopestyle           | Brons     | kwalificatie serie 2: 7e; 89,25 ptn (29,50 en 89,25) · halve finale: 3e; 89,25 ptn (55,50 en 89,25) · finale: ; 88,75 ptn (33,75 en 88,75) |
| Maxence Parrot       | Slopestyle           | 5e        | kwalificatie serie 2: 1e; 97,50 ptn (91,75 en 97,50) finale: 5e; 87,25 ptn (47,00 en 87,25)                                                |
| Charles Reid         | Slopestyle           | 22e       | kwalificatie serie 1: 9e; 75,50 ptn (54,50 en 75,50) halve finale: 14e; 46,25 ptn (46,25 en 43,50)                                         |
| Sebastien Toutant    | Slopestyle           | 9e        | kwalificatie serie 1: 3e; 94,50 ptn (45,25 en 94,50) finale: 9e; 58,50 ptn (54,50 en 58,50)                                                |

Vrouwen
| Olympiër            | Onderdeel            | Resultaat | Prestatie                                                          |
| ------------------- | -------------------- | --------- | ------------------------------------------------------------------ |
| Alexandra Duckworth | Halfpipe             |           |                                                                    |
| Mercedes Nicoll     | Halfpipe             |           |                                                                    |
| Katie Tsuyuki       | Halfpipe             |           |                                                                    |
| Caroline Calvé      | Parallelreuzenslalom |           |                                                                    |
| Caroline Calvé      | Parallelslalom       |           |                                                                    |
| Ariane Lavigne      | Parallelreuzenslalom |           |                                                                    |
| Ariane Lavigne      | Parallelslalom       |           |                                                                    |
| Marianne Leeson     | Parallelreuzenslalom |           |                                                                    |
| Marianne Leeson     | Parallelslalom       |           |                                                                    |
| Dominique Maltais   | Snowboardcross       | Zilver    | KF: 1e; HF: 1e; F: 2e                                              |
| Maëlle Ricker       | Snowboardcross       | 22e       | KF: DNF                                                            |
| Jenna Blasman       | Slopestyle           |           | kwalificatie serie 2: 6e; 60,25 ptn (51,50 en 60,25) halve finale: |
| Spencer O'Brien     | Slopestyle           |           | kwalificatie serie 1: 3e; 82,75 ptn (65,00 en 82,75) finale:       |

### IJshockey
| Olympiër | Onderdeel | Resultaat | Prestatie |
| --- | --------- | --------- | --------- |
| Jamie Benn Patrice Bergeron Jay Bouwmeester Jeff Carter Sidney Crosby Drew Doughty Matt Duchene Ryan Getzlaf Dan Hamhuis Duncan Keith Chris Kunitz Roberto Luongo Patrick Marleau Rick Nash Corey Perry Alex Pietrangelo Mike Smith Steven Stamkos P.K. Subban John Tavares Jonathan Toews Marc-Edouard Vlasic Shea Weber                                      | Mannen    |           |           |
| Meghan Agosta-Marciano Gillian Apps Mélodie Daoust Laura Fortino Jayna Hefford Haley Irwin Brianne Jenner Rebecca Johnston Charline Labonté Geneviève Lacasse Jocelyne Larocque Meaghan Mikkelson Caroline Ouellette Marie-Philip Poulin Lauriane Rougeau Natalie Spooner Shannon Szabados Jennifer Wakefield Catherine Ward Tara Watchorn Hayley Wickenheiser | Vrouwen   |           |           |